# Mercury Sable
O Sable foi um sedan de porte médio da Mercury.

## Segunda Geração
Em sua segunda geração, o Sable foi um sedan de porte médio-grande.